# Léon Morin, prêtre
Léon Morin, prêtre —conocida en español como Léon Morin, sacerdote y Un cura— es una película franco-italiana de Jean-Pierre Melville estrenada en 1961.

## Argumento
En una pequeña ciudad francesa durante la ocupación alemana de la Segunda Guerra Mundial, Barny (Enmanuelle Riva) una joven viuda sexualmente frustrada, vive con su pequeña hija France (Patricia Gozzi). Ella es también una militante comunista, y un día entra en una iglesia, escoge al azar a un sacerdote y comienza a criticar la religión. Pero el sacerdote es un joven inteligente, Léon Morin (Jean-Paul Belmondo), y no reacciona como ella esperaba. Esto la desconcierta, comenzando a visitarle, impresionada por la fuerza de su moral.

## Comentarios
Basado en la novela de Béatrix Beck.
- Datos: Q773816